# Frontera entre Sèrbia i Montenegro
La frontera entre Sèrbia i Montenegro es la frontera internacional entre Sèrbia i Montenegro des que ambdós països dissolgueren la seva federació. La llargada de la frontera és de 157 kilòmetres amb Sèrbia i 76 kilòmetres amb Kosovo.

## Estatut
L'estatus de Kosovo no té consens a nivell internacional. Aquest es va separar de Sèrbia en 2008, però aquesta última no reconeix aquesta independència i ha considerat sempre a la zona com una província autònoma del seu propi territori.
La frontera corre en part del seu territori. Si Kosovo fos reconegut com a independent per la comunitat internacional, llavors Montenegro tindria frontera comuna amb Kosovo. De fet, Montenegro va reconèixer la independència de Kosovo el 9 d'octubre de 2008.

## Traçat
Comença al nord al trifini d'ambdós estats amb Bòsnia i Hercegovina i continua en direcció sud-est cap al nord de la ciutat montenegrina de Pljevlja. Al nord de Bijelo Polje travessa el riu Lim, passant per la ciutat de Rožaje des de l'est, arribant a les muntanyes Mokra Gora. D'allí va al sul, ja a Kosovo, al trifini amb Albània. Separa els municipis montenegrins de Pljvelja, Bijelo-Polje, Berano, Rosaje de les regions de Bačka i Kosovo.
Les principals autovies entre ambdós estats són:
- Pljvelja (Montenegro) - Priboj (Sèrbia)
- Bijelo-Polje (Montenegro) - Prijapolje (Sèrbia).
- Ivangrad (Montenegro) - Kosovo,

## Història
La frontera té un origen antic. Va ser establerta per primera vegada en virtut del tractat del 12 de novembre de 1913, en què Sèrbia i Montenegro van establir la divisió del Sandžak de Novi Pazar. La frontera va sobreviure fins a 1918, quan Montenegro va ser inclòs al Regne dels Serbis, Croats i Eslovens, i el 1929 al regne de Iugoslàvia. En 1945 ambdós països foren repúbliques constitutives de la República Federal Socialista de Iugoslàvia. Tot i la dissolució de Iugoslàvia en 1991 Sèrbia i Montenegro van continuar mantenint la federació iugoslava fins que el 2006 Montenegro va proclamar la seva independència.